# Mount Johnston (Grahamland)
Mount Johnston ist ein 2150 m (nach Angaben des UK Antarctic Place-Names Committee 2310 m) hoher Berg mit zwei verschneiten Gipfeln im Grahamland auf der Antarktischen Halbinsel. Er überragt den westlichen Ausläufer des Foster-Plateaus zwischen der Wilhelmina Bay und dem Hektoria-Gletscher.
Der Falkland Islands Dependencies Survey nahm 1955 eine geodätische Vermessung des Berges vor. Das UK Antarctic Place-Names Committee benannte ihn nach Kapitän William Johnston (1908–1968), Kapitän auf den Forschungsschiffen RSS John Biscoe (1950–1955), der RRS Shackleton (1955–1956) und der neuen RSS John Biscoe (1956–1957) im Dienste des Survey.